# Khaterinne Medina
Khaterinne Medina (31 de outubro de 1992) é uma jogadora de rugby sevens colombiana.

## Carreira
Khaterinne Medina integrou o elenco da Seleção Colombiana Feminina de Rugbi de Sevens, na Rio 2016, que foi 12º colocada.